# 龔道洽
龔道洽（16世紀—17世紀），字應民，南直隸常州府武進縣人，明朝政治人物。

## 生平
龔道洽在萬曆四十年（1612年）中舉人，授雲夢知縣，他清廉儉樸，抑壓豪強、扶植貧弱，在公署後興建草堂，匾額名「淡持」、「清懽」，兩側題門聯「一錢不入人應笑，萬竹常青我自娛」當時魏璫專權，在各地興建生祠，湖廣巡撫下令各處供資興建，他拒絕並說：「雲夢貧窮也不能拿溝渠的骸骨為璫祠增添一條木！」魏璫伏誅後事情了結；縣內大族族人哃喝縣民，他就懲治不法者，將所奪田宅子女歸還。
就任雲夢知縣三年後，龔道洽在崇禎二年（1629年）陞官青州同知，本打算以患病辭官回鄉，正值流寇入侵青州，他帶令軍隊擊退敵人，之後其病情漸趨嚴重，上級准許他回家，可是奏章未上呈，流寇再次來臨，他強行撐起身子登城固守，解圍後才得以歸老，六十七歲去世，雲夢縣民在東關立祠。

## 引用
1. 1 2  道光《武進陽湖縣合志·卷二十四·人物志三》：龔道洽，字應民，萬厯壬子舉人，任湖北雲夢縣，時璫燄方熾，祠宇滿天下，楚撫檄守令輸貲，道洽不應，曰：「雲夢貧不能以溝中之骨為璫祠添一椽！」會璫誅事得已；邑中大姓挾聲威哃喝里黨，道洽案坐不法者，奪所攫田宅子女還之民，遷青州府同知，疾作將告歸，流寇入青州界，道洽成師而出賊敗退，疾益急，當事許道洽歸，章未上寇又至，道洽強起登陴固守，圍解得歸老，年六十七卒。
2. ↑  道光《雲夢縣志略·卷六·職官》：龔道洽，蘇州武進縣舉人，清恕儉樸，抑豪強、植貧弱，署後結草堂二額曰「淡持」，曰「清懽」翼之，以竹琴咏，其中門聯云：「一錢不入人應笑，萬竹常青我自娛」。居三年升青州同知，士民立祠東關 祀名宦祠。